# Bianca Pitzorno
Œuvres principales
- Clorofilla dal cielo blu

Bianca Pitzorno, née le 12 août 1942 à Sassari, est une écrivaine italienne surtout connue pour ses livres pour enfants et jeunes adultes. Elle est considérée comme l'une des auteures les plus importantes d'Italie dans ce domaine,.

## Biographie
Bianca Pitzorno naît à Sassari, en Sardaigne (Italie). Elle étudie l'archéologie et la littérature classique puis entame une carrière de productrice d'émissions pour la télévision.
Elle commence à écrire des livres pour filles à 28 ans. Elle écrit également des pièces de théâtre, des scénarios et des paroles de chansons. Au cours des années 1970, elle est responsable des programmes pour enfants à la télévision RAI. Plus tard, elle travaille sur la série télévisée pour enfants L'albero azzurro (L'arbre bleu). Elle vit et travaille à Milan.

## Œuvre
Ses livres sont traduits dans de nombreuses langues dont le français, l'allemand, l'espagnol, le grec, le polonais, le hongrois, le coréen et le japonais. Ses histoires pour enfants mélangent la réalité contemporaine avec des éléments de magie.
Elle a traduit en italien des œuvres d'auteurs tels que JRR Tolkien, Sylvia Plath, David Grossman, Tove Jansson et Soledad Cruz Guerra.

## Œuvres choisies
- Clorofilla dal cielo blu ("Chlorophylle d'un ciel bleu") (1974), également adapté au cinéma
- L'incredibile storia di Lavinia ("L'incroyable histoire de Lavinia") (1985)
- La bambola dell'alchimista ("La poupée de l'alchimiste") (1988)
- Ascolta il mio cuore ("Écoute mon cœur") (1991)
- Streghetta mia ("Ma petite sorcière") (1997)
- La voce segreta ("La voix secrète") (1998)
- Una scuola per Lavinia ("Une école pour Lavinia") (2005)

## Prix et distinctions
- Premio Andersen dell'Infanzia
- Premio Castello di Sanguinetto
- Prix Cento[7]
- 1990 : (international) « Honour List »[8] de l'IBBY pour La poupée de l'alchimiste
- 2012[9] et 2014[10] : Sélections Prix Hans-Christian-Andersen catégorie Auteur

## Engagements
Bianca Pitzorno est ambassadrice de bonne volonté de l'UNICEF. Elle aide à établir un projet de bibliothèque à Cuba qui rend la littérature italienne accessible aux enfants cubains. Elle aide également à mettre à disposition de la littérature cubaine traduite en italien aux jeunes en Italie.